# حسین بن سعید اهوازی
حسین بن سعید بن حماد بن سعید بن مهران الاهوازی فردی بود که در راستای ترویج مذهب شیعه فعالیت می‌کرد. وی در اواخر سده دوم هجری در کوفه به دنیا آمد و حدود سال حدود ۲۴۵ ه‍.ق در قم درگذشت. بنا بر گفته شیخ طوسی و اردبیلی از رجالشناسان حدیثی شیعه، حسین بن سعید اهوازی از یاران علی‌بن موسی‌الرضا و محمد تقی و همچنین از یاران علی النقی — امام هشتم و نهم و دهم شیعیان دوازده‌امامی — بود. برقی رجال‌شناس شیعه، وی را از اصحاب و محدثان علی بن موسی الرضا و محمد تقی — امام هشتم و نهم شیعیان دوازده‌امامی — بحساب آورده‌است. ابن شهر آشوب محدث شیعه، حسین بن سعید را در عدد راویان علی بن موسی الرضا — امام هشتم شیعیان دوازده‌امامی — آورده‌است. احمد بن محمد بن عیسی اشعری، احمد بن محمد بن خالد برقی و حسین بن حسن بن آبان جزء شاگردان حسین بوده‌اند. همچنین در زمینه‌های تفسیر، علوم قرآنی، حدیث و فقه تحت تعلیم بیش از ۱۰۰ استاد قرار گرفت. از جمله آثا وی کتاب‌های الوضوء، الصلاة، الزکاة، الصوم، الحج، النکاح و الطلاق می‌باشد که در برخی از آثار او، حضور برادرش حسن نیز مشاهده می‌شود.

## نسب و تبار
اغلب رجال نویسان شیعه همانند کشی و طوسی، نیاکان حسین اهوازی بویژه، حمادبن سعید را از موالیان علی بن الحسین، به‌شمار آورده‌اند. در تاریخ لقب دَنْدان برای پدر حسین بن سعید ذکر شده‌است. همچنین برادر وی، حسن بن سعید نام دارد که در کتاب‌های رجالی، بویژه نوشته‌هایی که از متون نخستین علم رجال بحساب می‌آید، اغلب در کنار برادرش ذکر شده، و رجال نویسان به شرح حال آندو با هم پرداخته‌اند.

## زندگی‌نامه
بنا بر گفته شیخ طوسی و اردبیلی از رجال‌شناسان حدیثی شیعه، حسین بن سعید اهوازی از یاران علی‌بن موسی‌الرضا و محمد تقی و همچنین از یاران علی النقی می‌باشد. بعضی دیگر همچون برقی رجال‌شناس شیعه، وی را از اصحاب و محدثان علی بن موسی الرضا و محمد تقی بحساب آورده‌است. همچنین به گزارش ابن شهر آشوب محدث شیعه، حسین بن سعید تنها در عدد راویان علی بن موسی الرضا آورده شده‌است. از زمان ولادت حسین بن سعید هیچگونه تاریخ روشنی در دست نیست، ولی با توجه به گزارش برخی از محدثان من جمله: برقی و شیخ طوسی رجال‌شناسان شیعه که او را از اصحاب علی بن موسی الرضا به حساب آورده‌اند و دوران حیات علی بن موسی الرضا تا سه سال بعد از قرن دوم هجری ادامه داشته‌است، بنابراین می‌توان گفت که تاریخ ولادت حسین به اواخر سده دوم هجری برمی‌گردد. شواهد نشان می‌دهد حسین بن سعید، از طریق مکاتبه و نامه و گاهی نیز حضور نزد علی‌بن موسی‌الرضا و محمد تقی و علی النقی کسب اطلاعات می‌کرد و در زمینه‌هایی همچون تفسیر، علوم قرآن، تاریخ و آثار مناقب، اخلاق و بویژه فقه دارای تخصص بوده‌است. حسن صدر وی را از پیشگامان تفسیر و علوم قرآن می‌داند عمر رضا کحاله تاریخ‌نگار سوری اهل سنت نیز در کتاب خود از وی با عنوان «فقیه مشارک فی بعض العلوم» یعنی فقیهی که در برخی از علوم دیگر نیز مشارکت داشته‌است، یاد می‌کند. حسین به همراه برادرش حسن بن سعید از کوفه به اهواز و سپس به قم رفت و در آنجا اقامت کرد بنا به گفته طوسی رجال‌شناس شیعه در پاورقی کتاب رجال، حسین بن سعید در آخرین لحظات عمر خویش در منزل شاگرد خود حسین بن حسن بن آبان به سر می‌برد و کتابهای خود را نیز به او وصیت کرد و نهایتاَ در قم درگذشت. تاریخ درگذشت وی به صورت دقیق بیان نشده‌است اما شواهد تاریخی نشان می‌دهد وی جزء اصحاب حسن بن علی ذکر نشده‌است، لذا ظاهراً حدود سال ۲۴۵ ه‍.ق درگذشته است.

## فعالیت‌های علمی

### اساتید و شاگردان
خوئی رجال‌شناس شیعه تعداد اساتید حسین بن سعید اهوازی را بیش از ۱۰۰ نفر معرفی کرده‌است. ازمیان مشایخی که حسین بن سعید از آنان حدیث شنیده، می‌توان به حسن بن علی وشاء، عبدالله بن صلت، ابن ابی عُمَیر، بزنطی، حسن بن سعید، حمّاد بن عیسی، صفوان بن یحیی، عثمان بن عیسی، علی بن نعمان، فضّالة بن ایوب، قاسم بن محمّد، قاسم بن عروه، علی بن مهزیار و محمّد بن سنان اشاره کرد.همچنین افرادی همچون احمد بن محمد بن عیسی اشعری، احمد بن محمد بن خالد برقی و حسین بن حسن بن آبان از وی نقل حدیث کرده‌اند.

### آثار
ابوالقاسم خویی، نجاشی و طوسی که از رجال‌شناسان شیعه می‌باشند در کتابهای خود نام ۳۰ اثر از حسین بن سعید را ذکر کرده‌اند. از جمله کتاب‌های وی می‌توان به الوضوء، الصلاة، الزکاة، الصوم، الحج، النکاح و الطلاق، الوصایا، الفرائض، التجارات، الإجارات، الشهادات و الأیمان اشاره داشت. از میان رجال نویسان اهل سنت نیز می‌توان عمر رضا کحاله را نام برد که به نام کتاب‌های الصلاة، الزکاة، الفرائض، التفسیر و التقیة اشاره کرده‌است. ابن حجر عسقلانی نیز در لسان المیزان فقط به ذکر این جمله، که او دارای تصانیفی است، اکتفا نموده و به ذکر تمام کتاب‌های حسین بن سعید نپرداخته‌است. با توجه به عناوین و موضوعات کتابها، می‌توان گفت که بیشتر آثار وی در زمینه فقه و احکام می‌باشد، آنچنانکه صاحب روضات الجنات نیز به این مطلب توجه داشته و در کتاب خود عبارت «اکثرها فی الفقه والأحکام» را در مورد حسین بن سعید مطرح می‌کند. بنا به اخبار ابوالقاسم خوبی رجال‌شناس شیعه در کتاب معجم نام حسین بن سعید در بیش از ۵۰۲۶ حدیث و روایت ذکر شده‌است.

## جایگاه در علم رجال و حدیث
عطاردی، حدیث‌شناس شیعه گزارش می‌کند که حسین بن سعید اهوازی در میان رجالیون و فقهاء فردی مورد اعتماد و موثق می‌باشد. در کتاب مسندالرضا نام سیصد و شصت نفر که بدون واسطه از علی‌بن موسی‌الرضا اخذ حدیث کرده‌اند ذکر شده که در میان آنها فقط دو تن را بانوان شکل داده‌اند. یکی از این بانوان فاطمه دختر علی‌بن موسی‌الرضا است که دو حدیث از پدرش روایت می‌کند و دیگری کنیزی به نام عذرا، از خدمتگزار علی بن موسی الرضا بوده‌است. عطاردی تأکید می‌کند که راویان علی‌بن موسی‌الرضا همگان بر یک طریقه و مذهب نبوده‌اند. وی با برادرش حسن در تألیف کتاب‌هایی مشارکت داشته‌است. او در زمان خود از افراد شناخته شده حدیث و فقه به‌شمار می‌رفت. تنها روایتی که از حسین بن سعید اهوازی در کتاب جنائز مسندالرضا آمده‌است در مورد چگونگی حمل تابوت میت می‌باشد.